# Красное (Трубчевский район)
Красное — деревня в Телецком сельском поселении Трубчевского района Брянской области России.

## География
На южной окраине начинаются болота, здесь исток р. Десенка.
Уличная сеть
Главная улица — Центральная, выходящая на выезды из селения.
• Коммунар пер.
• Почтовый пер.
• Садовый пер.
• Севский пер.
• ул. Брянская
• ул. Деснянская
• ул. Комсомольская
• ул. Лесная
• ул. Луговая
• ул. Новая
• ул. Октябрьская
• ул. Полевая
• ул. Сельская
• ул. Центральная
• ул. Школьная

## История
Упоминается с 1634 года. Бывшее дворцовое владение.
Входила в приход Трубчевского Троицкого собора.
С 1861 по 1924 в Стрелецкой волости Трубчевского уезда.
С 1918 до 1930-х годов — центр Теменского сельсовета.
После 1924 года — в Трубчевской волости Почепского уезда; с 1929 в Трубчевском районе.
25 июля 1959 года указом Президиума Верховного Совета РСФСР населённый пункт Тёмное переименован в Красное.

## Население
| 2010 | 2013 |
| ---- | ---- |
| 737  | ↗772 |

Максимальное число жителей 1730 человек (1926).